# Gnophos monotona
Gnophos monotona är en fjärilsart som beskrevs av Karl Schawerda 1932. Gnophos monotona ingår i släktet Gnophos och familjen mätare. Inga underarter finns listade i Catalogue of Life.